# فخار سجنان
فخار سجنان، أو «المعارف والمهارات المرتبطة بفخار نساء سجنان» هو نوع من المنتوجات الحرفية التونسية المشهورة في تونس والتي تم إدراجها ضمن قائمة التراث الثقافي العالمي غير المادي لمنظمة الأمم المتحدة للتربية والعلم والثقافة «يونسكو»  وسمي باسمه نسبة إلى مدينة سجنان في محافظة بنزرت بالجمهورية التونسية.

## نبذة تاريخية
تعود جذور فخار سجنان ومهارة صنعه إلى البربر أو الأمازيغ، حيث كانوا يمتازون بهذه الحرفة وتوارثها التونسيون من جيل إلى  وخاصة نساء منطقة سجنان، حيث أن صناعة الفخر تتم بشكل يدوي تقليدي كما كانت عليه قبل آلاف السنين.

## إستعمالاته
يستهمل فخار سجنان أساسا في صناعة «الطاجين» وهو صحن دائري يستعمل لطهو الخبز على النار ومن الإستعمالات الأخرى أيضا «الكانون» وهو يمثل إناء من الفخار يوضع فيه الفحم لغاية التدفئة، أو لطهو الشاي

## تسجيله في اليونيسكو
تم تسجيل فخار سجنان رسميا في اليونيسكو كتراث عالمي غير مادي في شهر نوفمبر (تشرين الثاني) من سنة 2018.

## روابط خارجية
تقرير عن فخار سجنان على قناة فرنسا 24 بتاريخ 22 يناير 2019